# Mike Harrington
Mike Harrington là một lập trình viên và doanh nhân người Mỹ. Ông là người đồng sáng lập công ty phát triển trò chơi điện tử và phân phối kỹ thuật số Valve. Trước đây, một lập trình viên trò chơi tại Dynamix và một nhà thiết kế trên hệ điều hành Windows NT tại Microsoft, Harrington thành lập Valve năm 1996 cùng với Gabe Newell, một cựu nhân viên khác của Microsoft.
Harrington và Newell đã tài trợ riêng cho việc phát triển sản phẩm đầu tay của Valve, Half-Life (1998), mà anh cũng giúp chương trình. Anh nói:"Tại Microsoft bạn luôn tự hỏi, 'Có phải tôi đang thành công hay là Microsoft?' Nhưng với Half-Life tôi biết Gabe và tôi đã xây dựng sản phẩm và công ty đó từ đầu." Vào ngày 15 tháng 1 năm 2000, Harrington đã hủy bỏ mối quan hệ đối tác với Newell và rời khỏi Valve để dành thời gian cho vợ. Theo Newell, Harrington không muốn mạo hiểm với một dự án khác sau thành công của Half-Life.
Năm 2006, Harrington đồng sáng lập Picnik với bạn bè và đồng nghiệp cũ Darrin Massena, sau đó được Google mua lại vào tháng 3 năm 2010. Harrington rời Google vào tháng 3 năm 2011 và đồng sáng lập một công ty khác với Massena, được gọi là Catnip Labs, vào tháng 1 năm 2012. Harrington là CTO tại Ủy ban Trẻ em 2016-2018 và hiện là CTO của Amplion.